# Coreodrassus murphyi
Espèce
Synonymes
- Coreodrassus boldgivi Jargalsaikhan, Fomichev & Nergui, 2023

Coreodrassus murphyi est une espèce d'araignées aranéomorphes de la famille des Gnaphosidae.

## Distribution
Cette espèce se rencontre en Chine au Gansu et en Mongolie dans l'aïmag de Dornogovi,

## Description
Le mâle holotype mesure 8,49 mm, les mâles mesurent de 8,49 à 8,68 mm et les femelles de 10,90 à 13,79 mm.

## Systématique et taxinomie
Cette espèce a été décrite par Liu et Zhang en 2023.
Coreodrassus boldgivi a été placée en synonymie par Coşar, Danışman et Marusik en 2024.

## Étymologie
Cette espèce est nommée en l'honneur de John A. Murphy.

## Publication originale
- Liu & Zhang, 2023 : « A new species of Coreodrassus Paik, 1984 from China, with proposal of a new combination (Araneae: Gnaphosidae). » Zootaxa, no 5306(2), p. 288-296.